# Isochromodes tristaria
Isochromodes tristaria là một loài bướm đêm trong họ Geometridae.